# کنستانس فرانسه، پرنسس انطاکیه
کنستانس فرانسه (انگلیسی: Constance of France, Princess of Antioch)، کنتس تروا از سال ۱۰۹۳/۹۵ تا ۱۱۰۴ و پرنسس هم‌نشین انطاکیه از ۱۱۰۶ تا ۱۱۱۱ میلادی بود. وی بزرگترین فرزند و دختر فیلیپ یکم، پادشاه فرانسه و برتا هلندی و خواهر لوئی ششم که ابتدا با کنت روا، هیو و سپس با شاهزاده انطاکیه، بوهموند یکم ازدواج کرد. وی از هیو یک فرزند و از بوهموند دو فرزند به دنیا آورد.